# Ia Bă
Ia Bă là một xã cũ thuộc tỉnh Gia Lai, Việt Nam.
Xã có diện tích 112,11 km², dân số năm 2018 là 5.563 người, người đồng bào dân tộc thiểu số chiếm 29,4% dân số của xã.

## Vị trí địa lý
Xã Ia Bă là xã vùng II của huyện Ia Grai nằm ở phía Bắc huyện Ia Grai, cách trung tâm huyện khoảng 12 km.
- Phía Bắc giáp xã Ia Nhin, xã Ia Ka huyện Chư Păh, tỉnh Gia Lai
- Phía Đông giáp xã Ia Hrung, huyện Ia Grai, tỉnh Gia Lai;
- Phía Tây và phía Nam giáp Ia Grăng, huyện Ia Grai

## Lịch sử
Theo Nghị định số 39/2006/NĐ-CP ngày 21 tháng 4 năm 2006, xã Ia Bă được thành lập sau khi tách ra từ xã Ia Hrung.
Theo Nghị quyết số 1664/NQ-UBTVQH15 năm 2025, giải thể đơn vị hành chính cấp huyện là Ia Grai và hợp nhất toàn bộ diện tích tự nhiên và dân số của thị trấn Ia Kha, xã Ia Bă và xã Ia Grăng thành xã Ia Grai.

## Hành chính
Xã Ia Bă có 5 làng và 6 thôn.